# Helmbrechts
Helmbrechts egy város Németország Bajorország tartományában, Felső-Frankföld kormányzati kerület hofi járásában, mintegy 30 kilométerre a járási székhelytől, Hoftól. A település az A9-es autópálya közelében, nagyjából félúton Kulmbach és Hof között.

## A település részei
A település részei az alábbiak: Absang, Almbranz, Altsuttenbach, Bärenbrunn, Baiergrün, Bischofsmühle, Buckenreuth, Bühl, Burkersreuth, Dreschersreuth, Edlendorf, Einzigenhöfen, Enchenreuth, Geigersmühle, Gösmes, Günthersdorf, Hampelhof, Helmbrechts, Hohberg, Hopfenmühle, Jägersruh, Kleinschwarzenbach, Kollerhammer, Kriegsreuth, Lehsten, Oberbrumberg, Oberweißenbach, Ochsenbrunn, Ort, Ottengrün, Ottengrünereinzel, Rappetenreuth, Rauhenberg, Schlegelmühle, Stechera, Suttenbach, Taubaldsmühle, Unterbrumberg, Unterweißenbach, Wüstenselbitz és Zimmermühle.

## Népesség
| Lakosok száma | 2486 | 8352 | 10 303 | 10 126 | 8643 | 8498 | 8425 | 8442 | 8368 | 8372 |
|               | 1875 | 1950 | 1975   | 1987   | 2012 | 2014 | 2016 | 2017 | 2021 | 2023 |

## Története
Helmbrechts-t 1232 említi először.

## Látnivalók

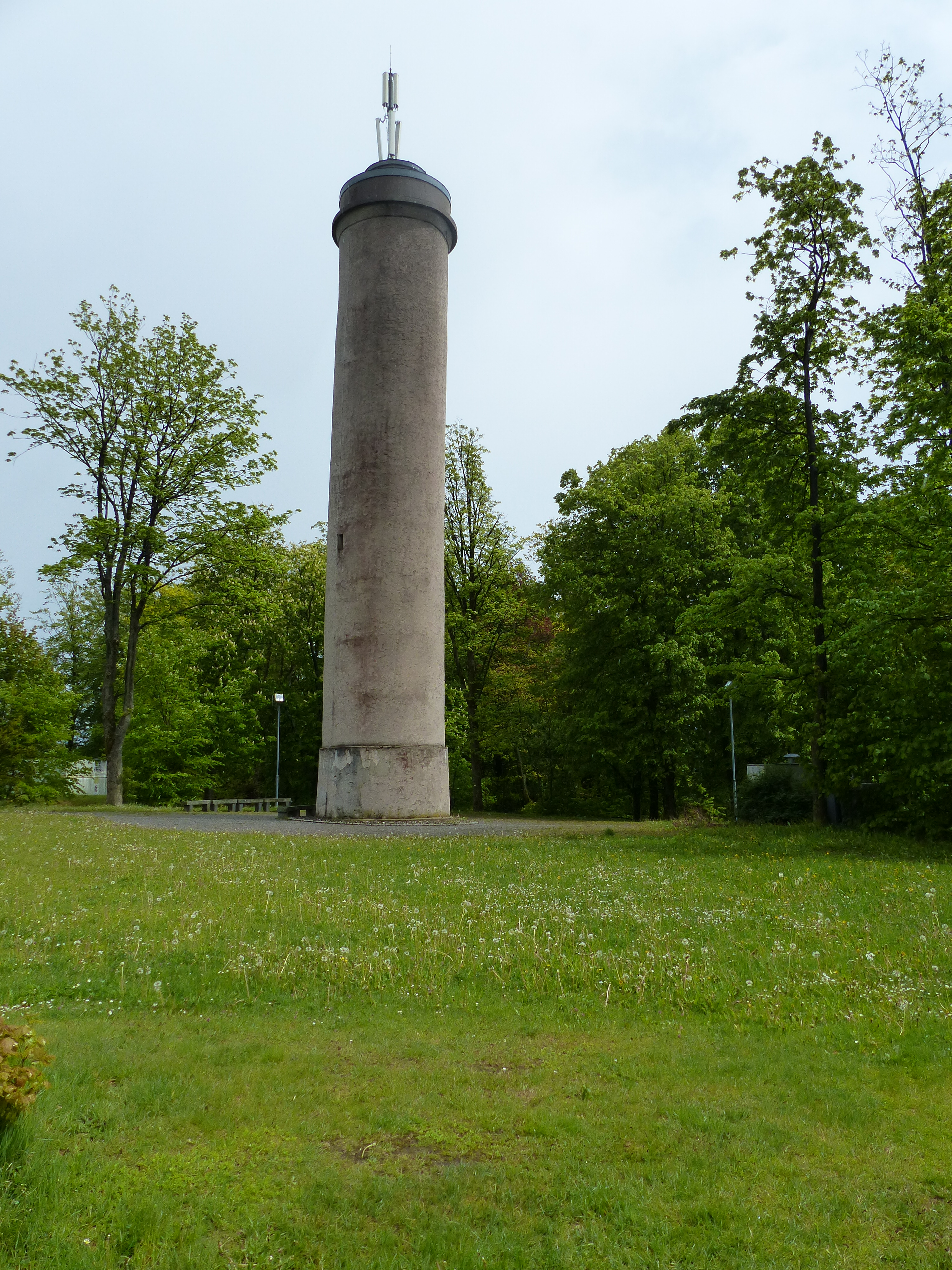
A kirchbergi kilátótorony

- A 22 m magas kirchbergi kilátótorony (tszf. magasság: 678 m),
- A felső-frankföld textilmúzeum.

## Fordítás
- Ez a szócikk részben vagy egészben  a   Helmbrechts című német Wikipédia-szócikk fordításán alapul.  Az eredeti cikk szerkesztőit annak laptörténete sorolja fel. Ez a jelzés csupán a megfogalmazás eredetét és a szerzői jogokat jelzi, nem szolgál a cikkben szereplő információk forrásmegjelöléseként.